# Jason King
Département S
Jason King ou Le Mystérieux Jason King est une série télévisée britannique en 26 épisodes de 50 minutes créée par Dennis Spooner et Monty Berman, diffusée entre le 15 septembre 1971 et le 28 avril 1972 sur le réseau ITV. Il s'agit d'une série dérivée de Département S.
Au Québec, la série a été diffusée à partir du 3 septembre 1973 à la Télévision de Radio-Canada, et en France sur la chaîne RTL, puis rediffusée à partir du 25 décembre 1993 sur M6, et sur Série Club à partir du 16 décembre 1997.

## Synopsis
Cette série met en scène les aventures de Jason King, ancien agent d'Interpol, auteur à succès de romans policiers et infatigable playboy menant grand train de vie. Des démêlés avec le fisc l'obligent à travailler régulièrement pour les services secrets britanniques.

## Distribution
- Peter Wyngarde (VQ : Léo Ilial) : Jason King

### Personnages récurrents
- Anne Sharp : Nicola Harvester
- Ronald Lacey (VQ : Luc Durand) : Ryland
- Paul Stassino : Capitano Rizio
- Leslie French : Deshfield
- Richard Marner : Signor Czibor / Markovitch
- Brian Grellis : Sergent Watkins

Source et légende : version québécoise (VQ) sur Doublage Québécois Forum

## Épisodes
1. Qui veut acheter un feuilleton ? (Wanna Buy a Television Series?) avec James Warwick
2. Une page avant de mourir (A Page Before Dying) avec Philip Madoc
3. Des signes mystérieux (Buried in the Cold, Cold Ground) avec Gary Raymond
4. Les chiffres qui donnent la mort (A Deadly Line in Digits) avec Donald Houston
5. Variations sur un thème (Variations on a Theme) avec Alexandra Bastedo
6. Simple comme bonjour (As Easy as ABC) avec Yutte Stensgaard
7. En Russie avec panache (To Russia with… Panache) avec Pamela Salem
8. Une rose rouge à la main (A Red, Red Rose For Ever) avec Mike Pratt
9. Tout ce qui brille : 1re partie (All That Glisters: Part 1) avec Michael Gwynn
10. Tout ce qui brille : 2e partie (All That Glisters: Part 2) avec Hans Meyer
11. Les flamants roses ne volent que le mardi (Flamingos Only Fly on Tuesdays) avec Clifton Jones
12. Toki (Toki) avec Kieron Moore
13. Sous la coupe de Claudia (The Constance Missal) avec Clive Revill
14. Qui ose me remplacer ? (Uneasy Lies the Head)
15. Nadine (Nadine) avec Ingrid Pitt
16. Qui devra tuer ? (A Kiss for a Beautiful Killer) avec Kate O'Mara
17. Une cure de repos (If It's Got to Go, It's Got to Go) avec John Le Mesurier
18. Une bonne cachette (A Thin Band of Air) avec John Hallam
19. Dommage pour tante Claire (It's Too Bad About Auntie) avec Jack Watling
20. Lauréat à Venise (The Stones of Venice) avec Roger Delgado
21. Le Briquet (A Royal Flush)
22. Des dessins insolites (Every Picture Tells a Story) avec Burt Kwouk
23. Dis-moi qui tu fréquentes (Chapter One : The Company I Keep) avec Stephanie Beacham
24. Zenia (Zenia) avec Zienia Merton
25. En quête de personnages (An Author in Search of Two Characters) avec Sue Lloyd
26. L'Imposteur (That Isn't Me, It's Somebody Else) avec Patrick Troughton

## Commentaires
Contrairement à Departement S dont elle est le dérivé, cette série ne fut pas doublée en France mais au Québec.

## DVD (France)
L'intégrale de la série est sortie en DVD chez LCJ Éditions le 15 octobre 2013,